# The Simpsons Trading Card Game
The Simpsons Trading Card Game es un juego de cartas de la serie Los Simpson publicado en septiembre de 2003 por la compañía Wizards of the Coast.

## Tipos de tarjetas
El juego presenta tres tipos de tarjeta:
- Personajes: Personajes de mayor y menor importancia en la serie. Estos personajes tienen rasgos que se contrastan con los requisitos en escena durante el juego.
- Escenas: Muestran diversos lugares. Los jugadores compiten por ellas para completar sus puntos en la escena.
- Acciones: Tarjetas especiales que muestran un efecto inmediato durante el juego. Una vez se han usado no se pueden volver a usar en esa partida.

## El juego
Mientras The Simpsons Trading Card Game puede ser jugado por solo dos jugadores, primariamente se diseñó para acoger entre tres y cinco. Al igual que otros juegos en este género, cada jugador dispone de su propia cubierta personalizada. El primer jugador en ganar 7 puntos gana el juego.
Cada jugador, durante su turno, puede elegir estas acciones:
- Actuar en una escena, siempre y cuando el jugador no tenga ya una en acción.
- Jugar hasta dos tarjetas en cualquier lugar.
- Declarar una escena como "completada" o como "basura".
- Realizar la acción de una tarjeta, siempre y cuando sea posible en ese momento.

Al final de un turno, el jugador puede descartar las tarjetas que desee, y luego devolver hasta 6 tarjetas. Determinadas acciones, que no sean de tarjetas, se pueden realizar durante el turno del oponente. Las tarjetas solo se pueden accionar durante el turno propio. Las escenas se completan en la papelera o por tener un número adecuado de caracteres jugado en las mismas. Los personajes que tienen al menos un rasgo de la escena correspondiente a cuenta podrán completarla, mientras que los caracteres que no tienen un rasgo que corresponda mandarán la escena a la "basura". El jugador que termina la escena decide qué caracteres se usan realmente en esa escena, ya que las escenas no se completan automáticamente. Cuando una escena se ha completado, el jugador que jugó la escena y otros jugadores con los caracteres utilizados para completar la escena obtendrán un punto en su puntuación.

## Fabricación de mazos
Los mazos hechos para The Simpsons Trading Card Game deben cumplir las siguientes normas y restricciones:
- Deben contener al menos 40 cartas.
- Deben de contener al menos 9 cartas de escena.
- No pueden contener más de 3 copias de cada tarjeta.
- Sólo pueden estar las tarjetas de acción pertenecientes a un solo personaje estrella, por ejemplo, puede estar la tarjeta de Bart o de Lisa, pero no ambas.

## Productos y disponibilidad
Las tarjetas se pueden adquirir tanto en el paquete de 11 cartas como en las cubiertas de 40 tarjetas. Existen 4 modelos de cubiertas para el juego correspondientes a las tarjetas estrella del juego, concretamente las que aparecen con Homer, Bart, Lisa y el señor Burns. La única tarjeta estrella que carece de cubierta es la de Krusty el payaso.
Hay un total de 156 tarjetas en el juego. Solo existen dos niveles de cartas que son "rareza" y "poco común". Ciertas tarjetas solo están disponibles en una cubierta específica, mientras que otras solo están disponibles en los paquetes de 11 cartas.